# Trịnh A Xuân
Trịnh A Xuân (chữ Hán: 郑阿春, ? - 326) là phu nhân của Tấn Nguyên Đế, vua thứ năm của nhà Tấn trong lịch sử Trung Quốc. Bà là sinh mẫu của Tấn Giản Văn Đế Tư Mã Dục.

## Tiểu sử
Trịnh A Xuân nguyên quán ở huyện Huỳnh Dương, quận Hà Nam. Tấn thư - Quyển 32 ghi lại bà xuất thân trong một gia đình thế tộc, tổ phụ Trịnh Hợp, làm Lâm Tế lệnh trong triều đình, cha là Trịnh Khải tự Tổ Nguyên, làm quan đến chức An Phong thái thú. Trịnh Khải không có con trai và mất sớm, chỉ có bốn người con gái, trong đó A Xuân là người lớn tuổi nhất. Sau này bà thành hôn với người họ Điền ở quận Bột Hải và sinh được một người con trai. Không bao lâu thì họ Điền mất, A Xuân lại đến nương nhờ cậu là Ngô thị ở quận Bộc Dương.
Năm 312, Ngu Mạnh Mẫu, chính thất của thừa tướng Lang Nha vương Tư Mã Duệ mất. Tư Mã Duệ bèn hỏi cưới con gái trong phủ họ Ngô. Cậu của A Xuân đem bà và người con gái Ngô thị gả cho Tư Mã Duệ. Năm 317, sau khi Mẫn Đế bị quân Hán Triệu bắt, Tư Mã Duệ xưng Tấn vương ở miền Nam và lập bà làm Phu nhân, rất sủng ái bà.
Tuy vậy, Trịnh A Xuân thường tỏ ra phiền muộn không vui. Tấn vương hỏi nguyên do, bà đáp vì lo cho ba người em gái của mình. Nguyên Đế thương tình, bèn triệu phu quân người em gái thứ hai của A Xuân là Vương Bao ở quận Trường Sa làm Thượng thư lang, rồi nhờ Lưu Ngôi lo việc hôn sự cho người em gái nhỏ. Lưu Ngôi bèn chủ hôn em gái thứ ba của A Xuân cho cháu mình là Lưu Dung, còn em gái út của bà được gả cho nhà họ Lý ở Hán Trung.
Năm 318, Tấn vương xưng đế, tức Tấn Nguyên Đế. A Xuân hạ sinh cho Nguyên Đế ba người con là Tư Mã Hoán (tức Lang Nha Điệu vương), Tư Mã Dục (sau được phong làm Lang Nha vương, Cối Kê vương, Thừa tướng rồi lên kế ngôi vua) và Tầm Dương công chúa. Tuy địa vị của bà chỉ là Phu nhân nhưng do quá yêu thương bà, Tấn Nguyên Đế lệnh cho những hoàng tử khác là Thái tử Tư Mã Thiệu, Đông Hải vương Tư Mã Xung và Vũ Lăng vương Tư Mã Hi phải đối xử với bà như mẹ ruột.
Năm 323, Tấn Nguyên Đế qua đời, Tư Mã Thiệu nối ngôi, tức Tấn Minh Đế. Trịnh A Xuân được phong làm [Kiến Bình quốc phu nhân; 建平国夫人]. Năm 326, Trịnh A Xuân qua đời. Lúc đó Đông Hải vương Tư Mã Xung đã mất, Lang Nha vương Tư Mã Dục đã đổi làm Cối Kê vương, nên bà được truy phong tước vị [Cối Kê Thái phi; 会稽太妃]. Đến năm 371, Tư Mã Dục lên ngôi, tức Tấn Giản Văn Đế, nhưng vẫn chưa truy phong cho bà. Đến khi Giản Văn mất, Hiếu Vũ nối ngôi mới truy phong bà làm [Giản Văn Thái hậu; 文宣太后], và cho cải táng ở lăng Gia Bình.